# Appula lateralis
Appula lateralis är en skalbaggsart som först beskrevs av White 1853.  Appula lateralis ingår i släktet Appula och familjen långhorningar. Inga underarter finns listade i Catalogue of Life.